# Zetor 8441
Zetor 8441 – ciągnik rolniczy firmy Zetor z rodziny Proxima. Wersja bez kabiny kierowcy (z ramą ochronną w kształcie odwróconej litery U) nosi nazwę Zetor 8441 Cabrio.

## Historia modelu
Rodzina ciągników lekkich Zetor Proxima miała swoją premierę na Techagro w Brnie w 2004 roku. Zastąpiła ona znaną serię Super odziedziczając po niej skrzynie biegów (10x2, 12x12, 20x4) wraz z tylnymi mostami oraz kabiny. Zastosowano silniki spełniające normy ekologiczne (Euro 2) pochodzące z serii Zetor Forterra. W 2008 Proxima przeszła face lifting obejmujący: podnoszoną maskę umożliwiającą lepszy dostęp do silnika, nowe oświetlenie poprawiające widoczność podczas jazdy, pod prawą część kabiny przeniesiono akumulator, pojemność zbiornika paliwa zwiększono do 150 litrów. Wprowadzono silniki spełniające normy emisji spalin Euro 3.

## Dane techniczne
Silnik
- Model Z 1204
- Typ turbodoładowany
- System chłodzenia chłodzony cieczą
- Liczba cylindrów 4
- Pojemność (cm³) 4156
- Moc maksymalna [kW] / [KM] 60 / 82
- Maksymalna prędkość obrotowa (obr./min) 2200
- Maks. moment obrotowy silnika (Nm/obr) 351/1480
- Zapas momentu obrotowego % 35
- Średnica cylindra / skok tłoka (mm) 105x120
- Tier II

Sprzęgło
- dwustopniowe, suche, 310 mm/280 mm

Skrzynia przekładniowa

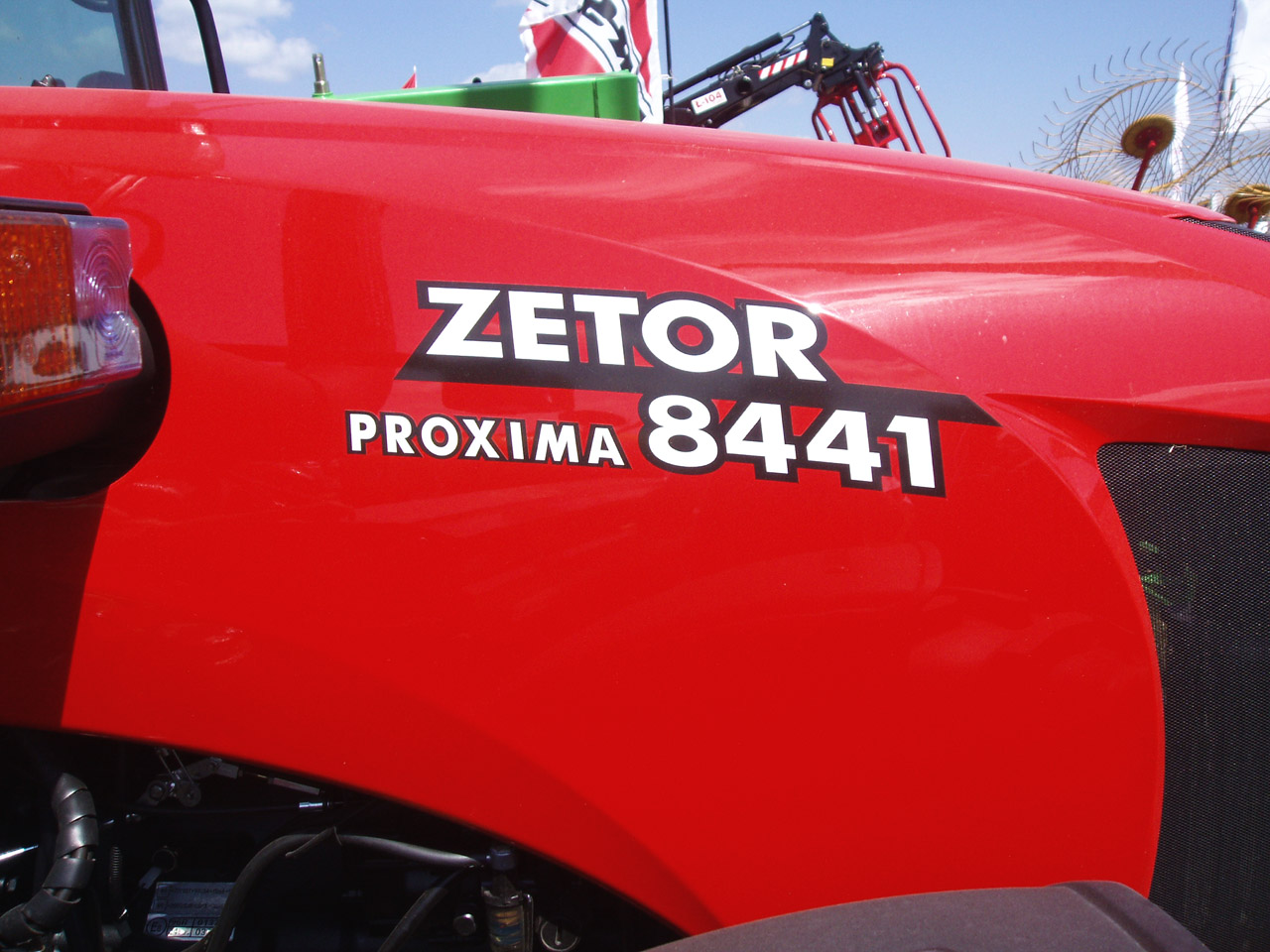
Maska

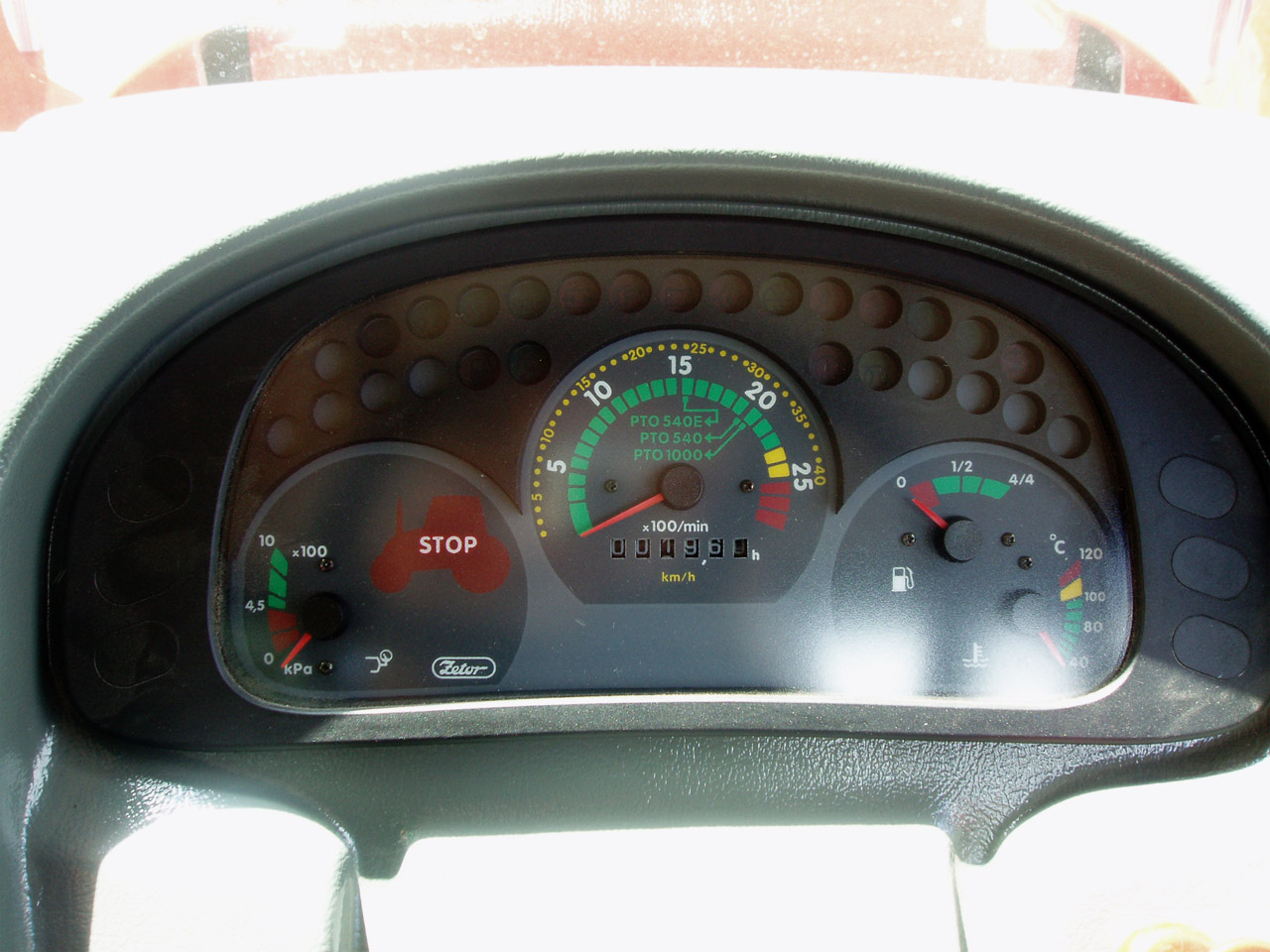
Wyświetlacz w Proximie

- Mechaniczna, w pełni zsynchronizowana
- Liczba biegów przód/tył 10/2 (opcja: 12/12, 20/4 ze wzmacniaczem)
- Max. prędkość(km/h) 30 (opcja 40)

Wał odbioru mocy
- Prędkość (obr/min) 540 / 1000 (skrzynia biegów 10+2, 20+4), 540 (12+12)

Przedni most napędowy
- Załączany elektropneumatycznie
- Automatyczna blokada mechanizmu różnicowego

Hamulce
- Hydrauliczne, tarczowe mokre
- Inst. ster. hamulcami przyczep pneumatyczne jedno- i dwuobwodowe lub hydrauliczne

Układ kierowniczy
- Hydrostatyczny

Układ hydrauliczny
- regulacja pozycyjna, siłowa, mieszana
- TUZ kategorii II
- Siła podnoszenia (Kn) 40
- Udźwig podnośnika (kg) 4150
- Rozdzielacz 1 lub 3 sekcyjny (2+1 lub 6+1)
- Wydatek pompy (l / min.) 50
- Ciśnienie nominalne (Mpa) 18

Kabina bezpieczna BK 7341
- Tłumik umiejscowiony w narożniku kabiny

Ogumienie
- Przód 13,6-24
- Tył 16,9-34

Rozstaw kół (mm) 
- Przód 1610 - 1910
- Tył 1425 - 1800

Zbiornik paliwa
- 120 L

Wymiary (mm)
- Długość 3853
- Wysokość 2827
- Szerokość przy standardowym ogumieniu 2236
- Masa bez obciążników (kg) 3645